# Cyrtodactylus thathomensis
Cyrtodactylus thathomensis — вид ящірок з родини геконових (Gekkonidae). Описаний у 2018 році.

## Поширення
Ендемік Лаосу. Типову серію зразків зібрано у 2008 році на північно-західному схилі вапнякового пагорба (висота 271 м над рівнем моря) біля селі Тхатхом у провінції Сіангкхуанг на північному сході країни.

## Опис
Тіло завдовжки до 75,5 мм, не враховуючи хвоста.